# Philipp Simonis

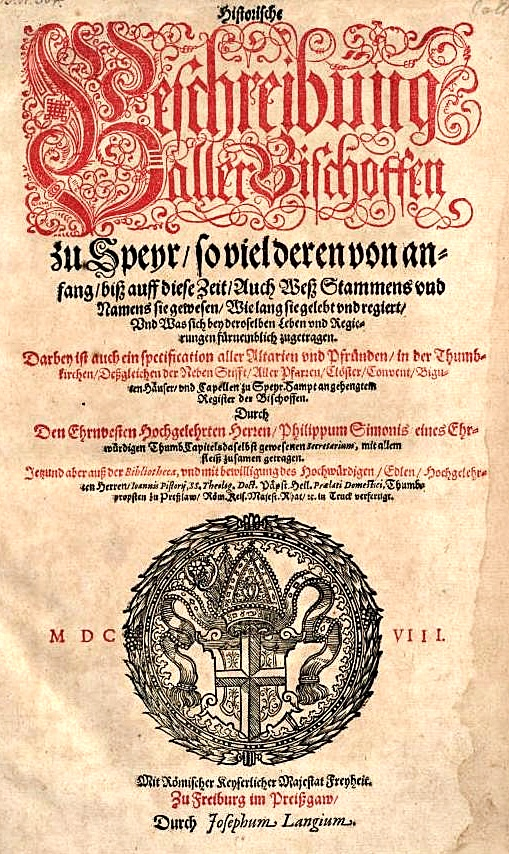
Titelblatt der gedruckten Speyerer Bischofschronik des Philipp Simonis, 1608

Philipp Simonis (* 1532 in Weinolsheim, Rheinhessen; † 12. September 1587 in Speyer) war ein Jurist und Speyerer Chronist im Dienste des Hochstifts Speyer.

## Leben
Philipp Simonis war bürgerlicher Herkunft und studierte an der Universität Trier.  Um 1552 arbeitete er als einer der Notare (notarius substitutus) des Wormser Domstifts. 1553 berief ihn der damalige Speyerer Domscholaster und nachmalige Bischof Marquard von Hattstein, ohne dass er sich darum beworben hatte, zum Notar und Sekretär des Speyerer Domkapitels bzw. Domstifts. Er war der erste Laie, der dieses Amt bekleidete.
In seiner Funktion wird Simonis als fleißig und gewissenhaft beschrieben, weshalb er wohl auch zusätzlich zum kaiserlichen Notar avancierte, in welcher Eigenschaft er sich öfter in Trier aufhielt. Überdies verstand er sich auf die Herstellung von Pergament, wodurch er sich einen Nebenverdienst sichern konnte.

Am 8. September 1561 fand in der Stiftskirche Bruchsal die feierliche Weihe des Speyerer Fürstbischofs Marquard von Hattstein statt. Sie wurde gespendet durch Weihbischof Jakob Eliner von Konstanz unter Assistenz der Weihbischöfe Georg Schweicker aus Speyer und Johannes Delphius von Straßburg. Bei der Konsekration war auch Philipp Simonis anwesend und den Ablauf der Feier beschreibt der Diözesanhistoriker Franz Xaver Remling gestützt auf dessen Aufzeichnungen sehr anschaulich:

„Zur Weihe wurde der 8. September und die Stiftskirche zu Bruchsal festgestellt. Sowohl Johannes Delphius — Episcopus Tripolitanus — von Strassburg, als Jacob — Episcopus Ascaloniensis — von Constanz versprachen einzutreffen und mit dem Speyerer Weihbischofe Georg Schweicker die Feierlichkeit vorzunehmen. Sie kamen Samstags den 6. September nach Bruchsal. Montags morgens gegen sieben Uhr wurde der zu weihende Oberhirte im feierlichen Zuge von der Stiftsgeistlichkeit, an deren Spitze der Stiftsdechant Georg von Koppenstein, aus dem Schlosse, unter dem Geläute der Glocken, in die Stiftskirche abgeholt. Marquard folgte, nach seinen Anverwandten, in langem, schwarzem Sammetrocke mit viereckigem Priesterbaret, hinter ihm der Weihbischof von Constanz, welcher bestimmt war, die Weihe zu spenden, diesem zur Rechten der Weihbischof von Speyer, zur Linken jener von Straßburg. Diesen folgten eine lange Reihe Geistlicher und Weltlicher, darunter mehrere Mitglieder des Domcapitels und des Weissenburger Stiftes. Bei den weltlichen Amtleuten war auch Philipp Simonis, Notar des Domstiftes; der Domscholaster Andreas von Oberstein und der Domvicar Nicolaus Haugk waren die Ministranten. Die Weihe wurde nach kirchlicher Vorschrift vollzogen und von Marquard der dem Pabste zu leistende Eid in die Hände des Konstanzer Weihbischofes abgelegt... Nach geendigter Weihe samt Hochamte sprach Marquard in einer lateinischen Anrede den dreien Suffraganbischöfen seinen Dank aus, worauf der bischöfliche Kanzler das Wort ergriff und die Anwesenden zum frommen Gebete, zur Treue und zum Gehorsame gegen den Neugeweihten aufforderte. Ein frohes Mahl an zehen Tischen im Schloßsaale schloß die Feierlichkeit des Tages.“

Simonis scheint kränklich gewesen zu sein und besuchte deshalb öfter Bäder zur Kur, wozu man ihm wegen körperlicher Schwäche manchmal den Reisewagen des Domkapitels zur Verfügung stellte. Er  starb 1587 und wurde im Kreuzgang des Speyerer Domes bestattet. Nach seinem Tod berief man  den Sexpräbendar Rutger Edinger zum Amtsnachfolger.

## Historische Tätigkeit
Philipp Simonis ging als Chronist in die Speyerer Bistumsgeschichte ein. Geschichtlich interessiert verfasste er die „Historische Beschreibung aller Bischoffen zu Speyr“, die zu seinen Lebzeiten als Manuskript und 1608, in Freiburg/Breisgau, im Druck erschien. Eine zweite, unveränderte Auflage kam 1773 in Speyer heraus. Er benutzte dazu chronologische Aufzeichnungen, die von einem unbekannten Geistlichen handschriftlich zusammengetragen waren, sowie die Bischofschroniken der Domvikare Johann von Mutterstadt († 1472) und Wolfgang Baur († 1516). Das Werk ist besonders in seinen älteren Teilen oft sehr fehlerhaft. Es schließt 1584, stellt aber für die neuere Epoche, die Simonis noch selbst erlebte, eine wertvolle Quelle dar. Überdies beschreibt er darin alle zu seiner Zeit vorhandenen Domaltäre, sowie die Stifte und Kirchen von Speyer.

## Familie
Simonis ehelichte eine Tochter des Joachim Kegel, kaiserlicher Advokat am Reichskammergericht. Sie hatten drei Söhne und zwei Töchter. Die Söhne waren: Philipp Christoph, Pfennigmeister am Reichskammergericht, Markus, Kanoniker am Stift St. German und Mauritius Speyer, sowie Philipp, bischöflicher Ausfauth im Oberamt Kirrweiler. Philipp Christoph hatte Anna geb. Seiblin geheiratet, die Tochter von Georg Seiblin († 1591), dem Kanzler des Hochstiftes Worms.
Philipps Bruder Rufus Simonis († 1573), amtierte als letzter Dekan des Stiftes Kaiserslautern.